# Maria Federica d'Assia-Kassel (duchessa di Sassonia-Meiningen)
Maria Federica Guglielmina d'Assia-Kassel (Kassel, 6 settembre 1804 – Meiningen, 1º gennaio 1888) era una figlia di Guglielmo II, Elettore d'Assia e della Principessa Augusta di Prussia. Per il matrimonio con Bernardo II, Duca di Sassonia-Meiningen, diventò Duchessa consorte di Sassonia-Meiningen.

## Famiglia
Maria Federica era uno dei sei figli nati da Guglielmo II, Elettore d'Assia e dalla sua prima moglie Augusta di Prussia. Tuttavia il suo unico fratello a vivere oltre l'età di cinque anni fu Federico Guglielmo, Elettore d'Assia. Inoltre, ebbe otto fratellastri dal secondo matrimonio di suo padre con Emilie Ortlöpp, Contessa di Reichenbach-Lessonitz.
I nonni paterni di Maria Federica furono Guglielmo, Elettore I d'Assia e Guglielmina Carolina di Danimarca. I suoi nonni materni furono Federico Guglielmo II di Prussia e Federica Luisa d'Assia-Darmstadt.

## Matrimonio e figli
In gioventù, Maria Federica fu considerata come possibile sposa per Oscar I di Svezia, ma invece sposò Giuseppina di Leuchtenberg.
Il 23 marzo 1825, Maria Federica sposò Bernardo II, Duca di Sassonia-Meiningen. Bernardo era un figlio di Giorgio I, Duca di Sassonia-Meiningen e Luisa Eleonora di Hohenlohe-Langenburg, nonché un fratello della Regina Adelaide del Regno Unito. Lui e Maria Federica ebbero due figli sopravvissuti:
| Nome                                            | Nascita       | Morte            | Note |
| ----------------------------------------------- | ------------- | ---------------- | --- |
| Giorgio II, Duca di Sassonia-Meiningen          | 2 aprile 1826 | 25 giugno 1914   | sposò (1) la Principessa Carlotta Federica di Prussia; ebbe figli (2) la Principessa Feodora di Hohenlohe-Langenburg; ebbe figli (3) Ellen Franz; senza figli |
| Principessa Augusta Luisa Adelaide Carolina Ida | 6 agosto 1843 | 11 novembre 1919 | sposò il Principe Maurizio di Sassonia-Altenburg |

Suo figlio Giorgio sarebbe rimasto figlio unico per diciassette anni fino alla nascita di sua sorella Augusta nel 1843. Maria Federica morì il 1º gennaio 1888, sei anni dopo suo marito.

## Ascendenza
|                                   |                              |                                                | Genitori                                    |  |  | Nonni |  |  | Bisnonni                   |  |  | Trisnonni                     |  |
|                                   |                              |                                                |                                             |  |  |       |  |  | Federico II d'Assia-Kassel |  |  | Guglielmo VIII d'Assia-Kassel |  |
|                                   |                              |                                                |                                             |  |  |       |  |  | Federico II d'Assia-Kassel |  |  | Guglielmo VIII d'Assia-Kassel |  |
|                                   |                              | Dorotea Guglielmina di Sassonia-Zeitz          |                                             |  |  |       |  |  | Federico II d'Assia-Kassel |  |  |                               |  |
| Guglielmo I d'Assia-Kassel        |                              |                                                |                                             |  |  |       |  |  | Federico II d'Assia-Kassel |  |  |                               |  |
|                                   |                              | Maria di Hannover                              | Giorgio II di Gran Bretagna                 |  |  |       |  |  |                            |  |  |                               |  |
|                                   |                              | Maria di Hannover                              | Giorgio II di Gran Bretagna                 |  |  |       |  |  |                            |  |  |                               |  |
|                                   |                              | Maria di Hannover                              | Carolina di Brandeburgo-Ansbach             |  |  |       |  |  |                            |  |  |                               |  |
| Guglielmo II d'Assia-Kassel       |                              | Maria di Hannover                              |                                             |  |  |       |  |  |                            |  |  |                               |  |
|                                   |                              | Federico V di Danimarca                        | Cristiano VI di Danimarca                   |  |  |       |  |  |                            |  |  |                               |  |
|                                   |                              | Federico V di Danimarca                        | Cristiano VI di Danimarca                   |  |  |       |  |  |                            |  |  |                               |  |
|                                   |                              | Federico V di Danimarca                        | Sofia Maddalena di Brandeburgo-Kulmbach     |  |  |       |  |  |                            |  |  |                               |  |
| Guglielmina Carolina di Danimarca |                              | Federico V di Danimarca                        |                                             |  |  |       |  |  |                            |  |  |                               |  |
|                                   |                              | Luisa di Hannover                              | Giorgio II di Gran Bretagna                 |  |  |       |  |  |                            |  |  |                               |  |
|                                   |                              | Luisa di Hannover                              | Giorgio II di Gran Bretagna                 |  |  |       |  |  |                            |  |  |                               |  |
|                                   |                              | Luisa di Hannover                              | Carolina di Brandeburgo-Ansbach             |  |  |       |  |  |                            |  |  |                               |  |
| Maria Federica d'Assia-Kassel     |                              | Luisa di Hannover                              |                                             |  |  |       |  |  |                            |  |  |                               |  |
|                                   | Augusto Guglielmo di Prussia | Federico Guglielmo I di Prussia                |                                             |  |  |       |  |  |                            |  |  |                               |  |
|                                   | Augusto Guglielmo di Prussia | Federico Guglielmo I di Prussia                |                                             |  |  |       |  |  |                            |  |  |                               |  |
|                                   | Augusto Guglielmo di Prussia | Sofia Dorotea di Hannover                      |                                             |  |  |       |  |  |                            |  |  |                               |  |
| Federico Guglielmo II di Prussia  | Augusto Guglielmo di Prussia |                                                |                                             |  |  |       |  |  |                            |  |  |                               |  |
|                                   |                              | Luisa Amalia di Brunswick-Wolfenbüttel         | Ferdinando Alberto II di Brunswick-Lüneburg |  |  |       |  |  |                            |  |  |                               |  |
|                                   |                              | Luisa Amalia di Brunswick-Wolfenbüttel         | Ferdinando Alberto II di Brunswick-Lüneburg |  |  |       |  |  |                            |  |  |                               |  |
|                                   |                              | Luisa Amalia di Brunswick-Wolfenbüttel         | Antonietta Amalia di Brunswick-Wolfenbüttel |  |  |       |  |  |                            |  |  |                               |  |
| Augusta di Prussia                |                              | Luisa Amalia di Brunswick-Wolfenbüttel         |                                             |  |  |       |  |  |                            |  |  |                               |  |
|                                   |                              | Luigi IX d'Assia-Darmstadt                     | Luigi VIII d'Assia-Darmstadt                |  |  |       |  |  |                            |  |  |                               |  |
|                                   |                              | Luigi IX d'Assia-Darmstadt                     | Luigi VIII d'Assia-Darmstadt                |  |  |       |  |  |                            |  |  |                               |  |
|                                   |                              | Luigi IX d'Assia-Darmstadt                     | Carlotta di Hanau-Lichtenberg               |  |  |       |  |  |                            |  |  |                               |  |
| Federica Luisa d'Assia-Darmstadt  |                              | Luigi IX d'Assia-Darmstadt                     |                                             |  |  |       |  |  |                            |  |  |                               |  |
|                                   |                              | Carolina del Palatinato-Zweibrücken-Birkenfeld | Cristiano III del Palatinato-Zweibrücken    |  |  |       |  |  |                            |  |  |                               |  |
|                                   |                              | Carolina del Palatinato-Zweibrücken-Birkenfeld | Cristiano III del Palatinato-Zweibrücken    |  |  |       |  |  |                            |  |  |                               |  |
|                                   |                              | Carolina del Palatinato-Zweibrücken-Birkenfeld | Carolina di Nassau-Saarbrücken              |  |  |       |  |  |                            |  |  |                               |  |
|                                   |                              | Carolina del Palatinato-Zweibrücken-Birkenfeld |                                             |  |  |       |  |  |                            |  |  |                               |  |